# Liliom (növénynemzetség)
A liliom (Lilium) a liliomfélék (Liliaceae) családjának és egyúttal a liliomformák (Lilioideae) alcsaládnak is névadó nemzetsége, mintegy 90 fajjal. Mivel több faját is dísznövényként termesztik, különféle fantázianeveken megszámlálhatatlanul sok hibridjét, illetve változatát forgalmazzák.

## Származása, elterjedése
A fajai nagyrészt a földgömb északi területein, Ázsiában, Európában és Észak-Amerikában terjedtek el. Az első termesztett liliom Európában a görög liliom (L. chalcedonicum) volt – ekképpen a liliom a legrégebben termesztett kerti virág. Amerika felfedezése után az onnan behozott fajok – mint például a kanadai liliom (Lilium canadense) és a mocsári liliom (Lilium superbum) – hamarosan meghonosodtak az európai kertekben, amíg a sokkal változatosabb rózsafélék fokozatosan ki nem szorították őket. A ma legismertebb ázsiai fajokat a 17–18. században fedezték fel holland és angol kutatók, és az 1850-es évek táján jelentek meg Európában. Ezeknek köszönhető a liliomok termesztésének újabb fellendülése.
Magyarországon főleg a vad-félvad, botanikai liliomfajok hagymatermesztése terjedt el. Ezek igényei ugyanis nálunk általában kielégíthetők. A vágott virágra nemesített többszörös hibridek a mi éghajlatunkon nem mindig télállóak, és talajigényük is különleges.

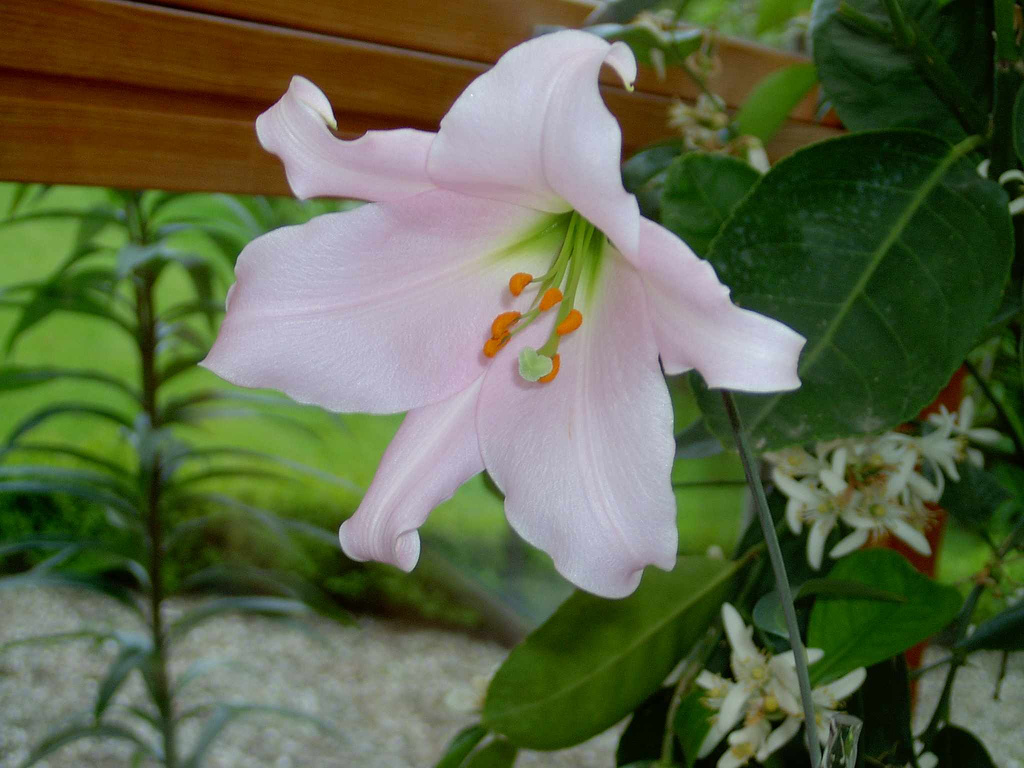
Bambuszliliom virága

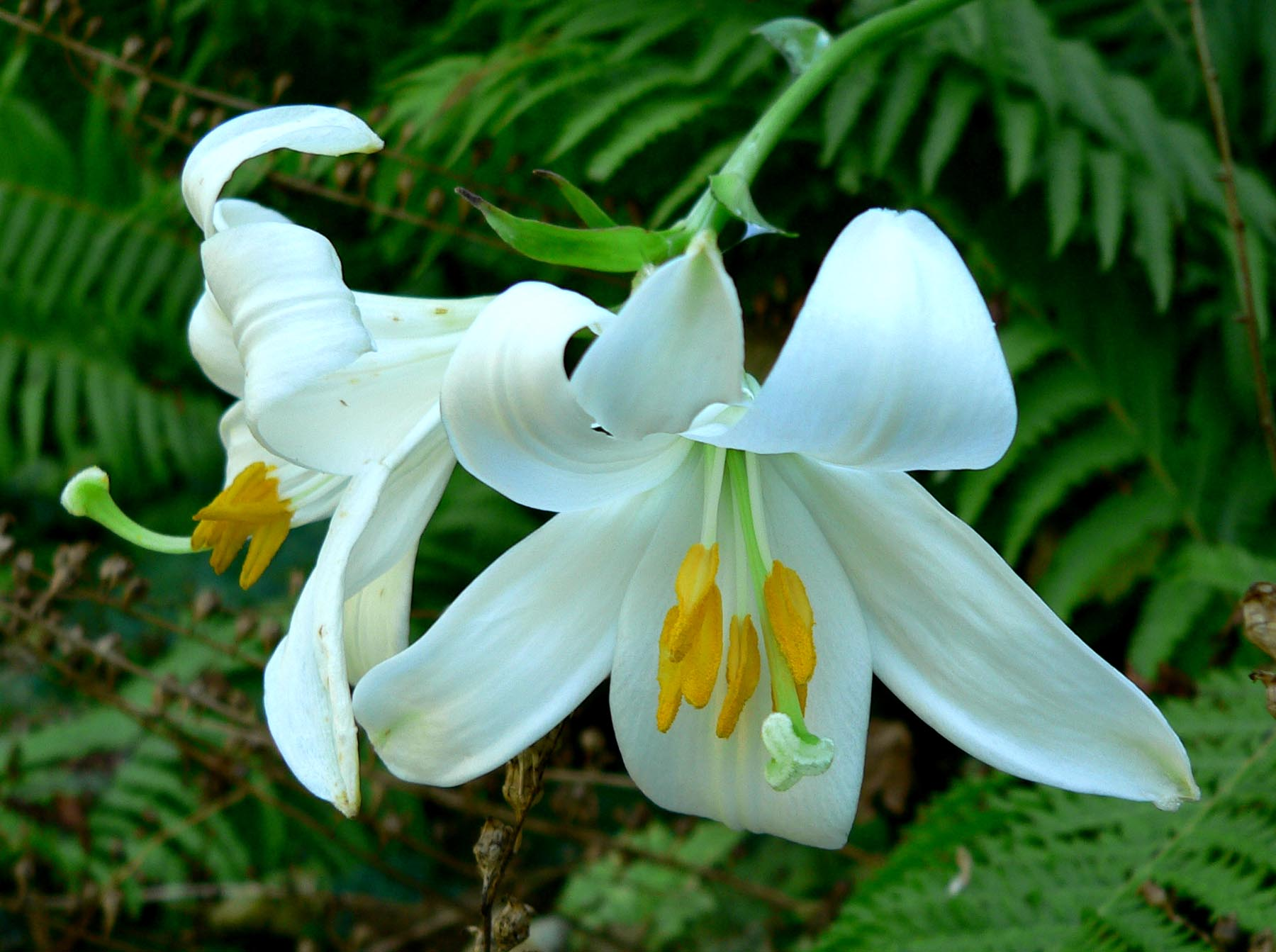
Fehér liliom virága

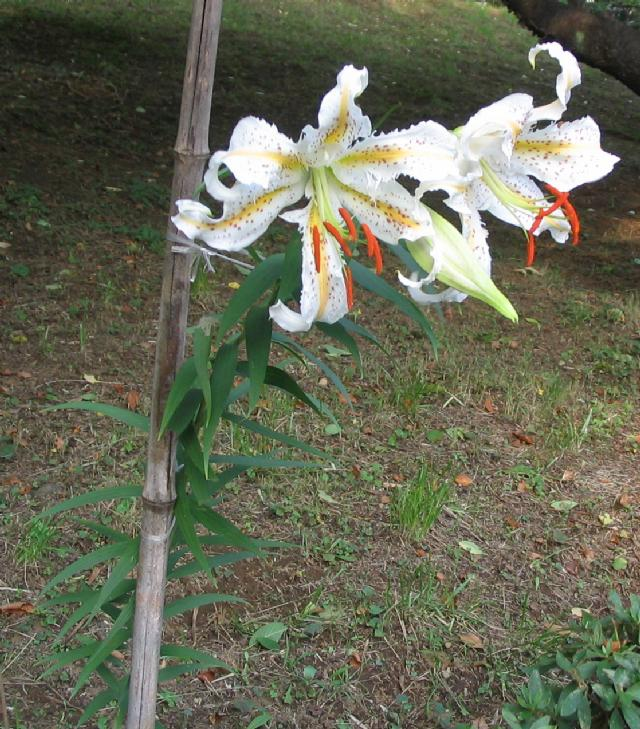
Aranycsíkos liliom virága

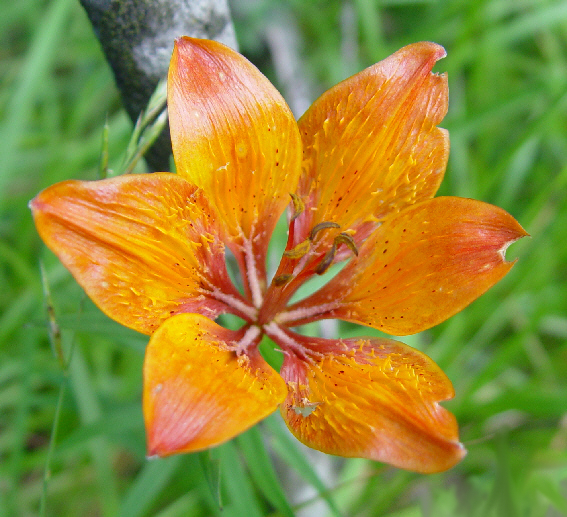
Tüzes liliom (tűzliliom) virága

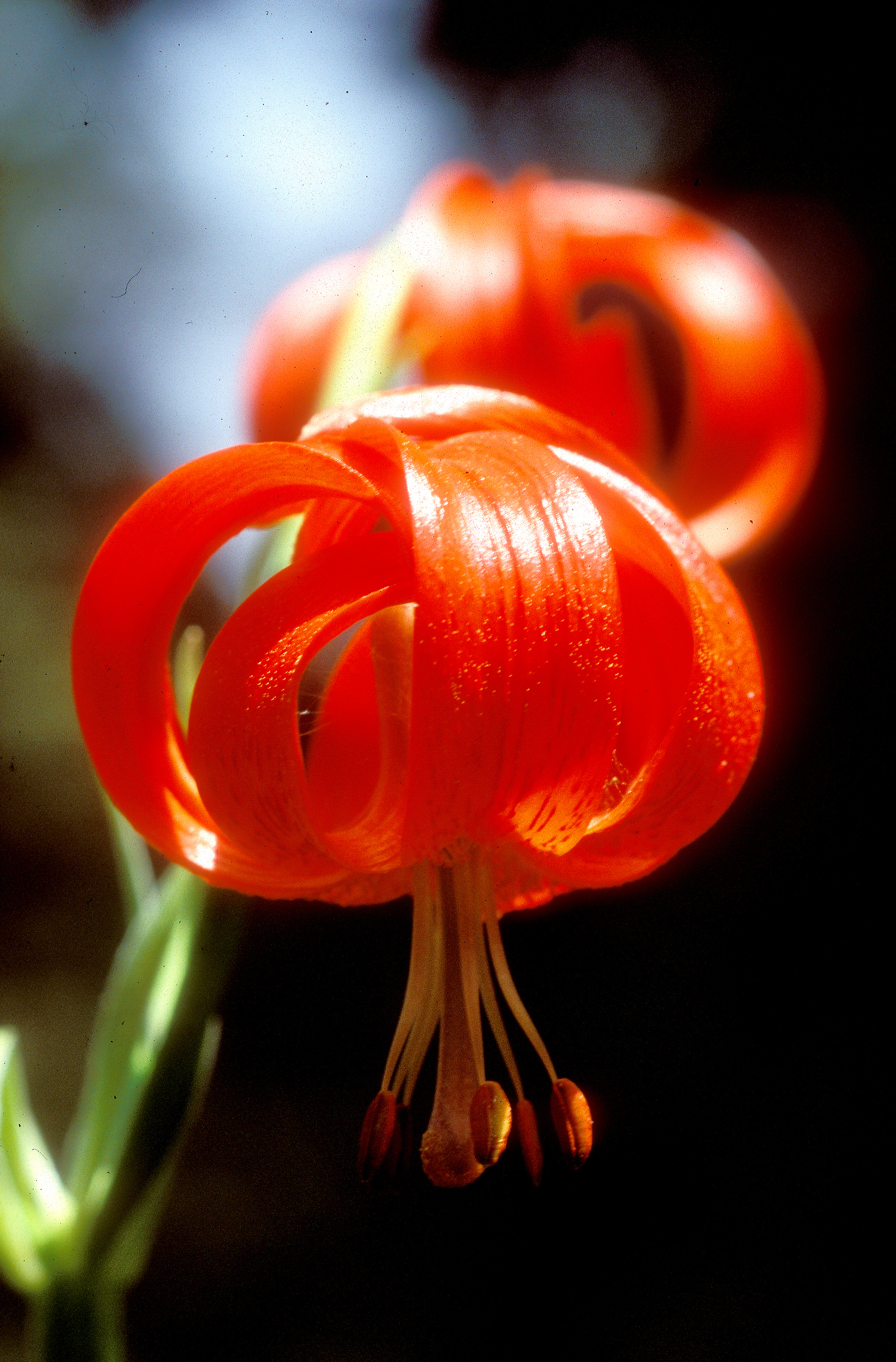
Görög liliom virága

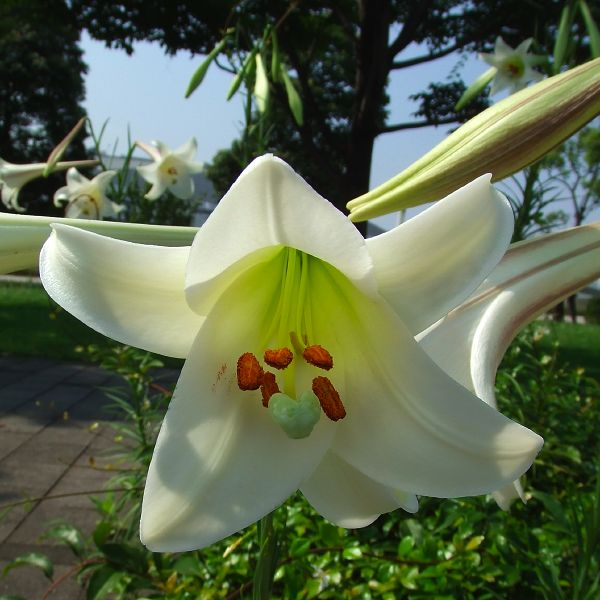
Tajvani liliom virága

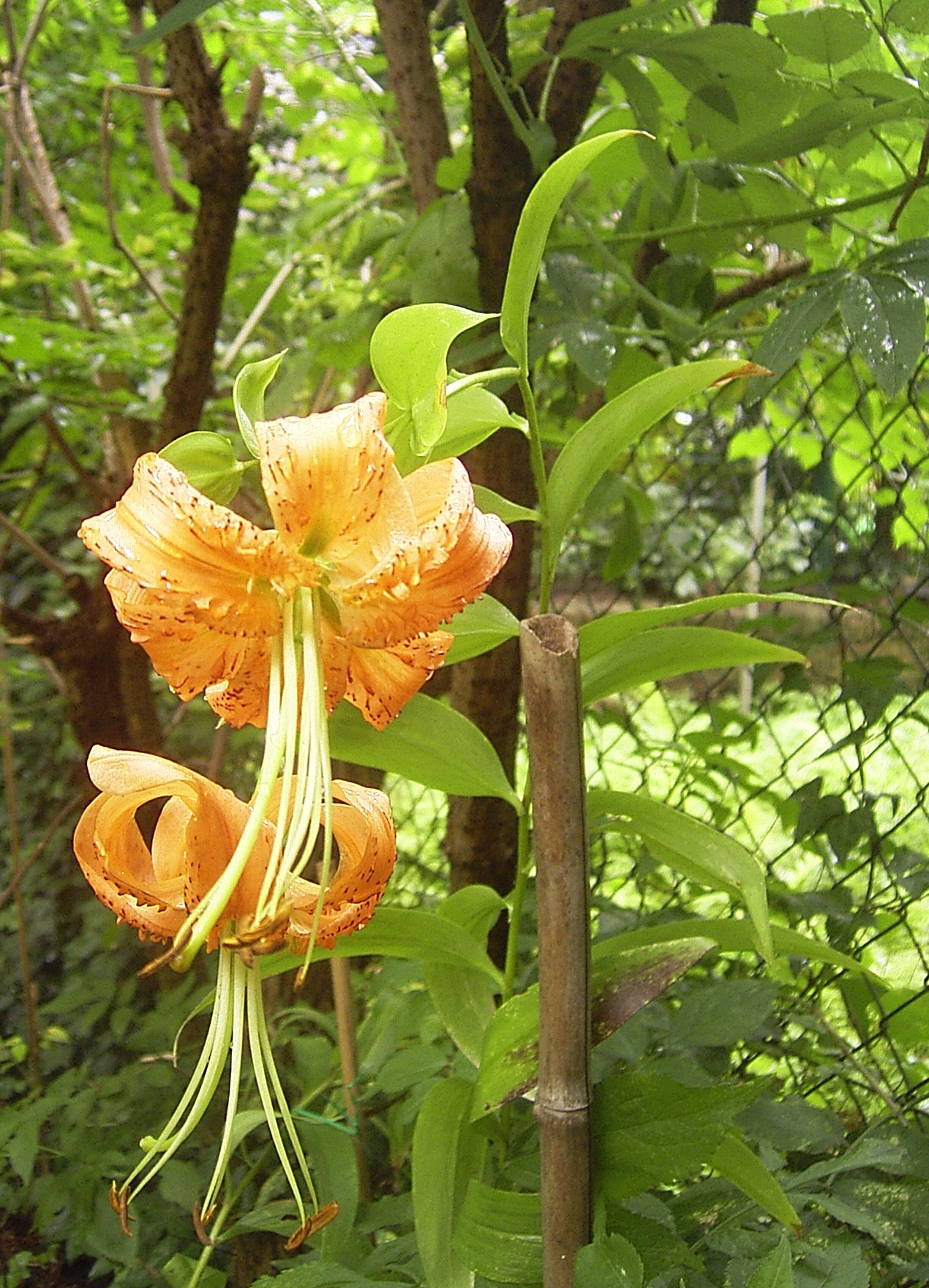
Embermagas liliom virága

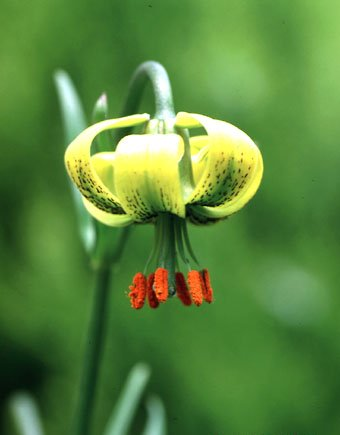
Pireneusi liliom virága

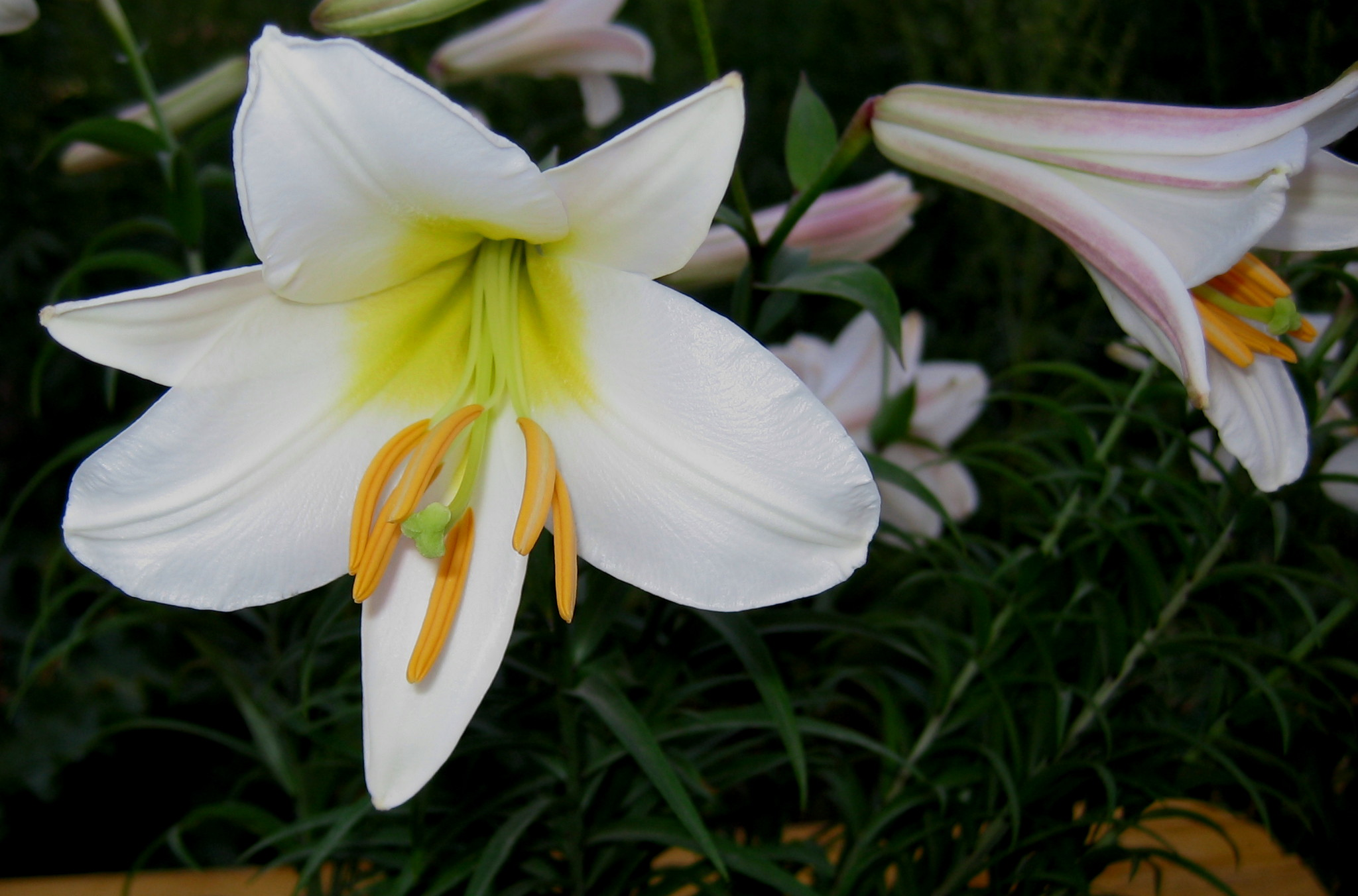
Királyliliom virága

## Igényei
Ültetés előtt lazítsuk meg a talajt 35-40 cm mélységben. A mély ültetés ösztönzi a szárak fejlődését, és késlelteti a talaj felmelegedését. A liliomok megbízható virágzásához hat-nyolc óra közvetlen napfény kell naponta, ezért árnyékos helyre ne telepítsük. Takarjuk le a talajt levelekkel vagy jól rothadó szerves anyaggal legalább 5 cm vastagságban, ezzel javíthatjuk a talaj vízelvezetését és csökkenthetjük annak felmelegedését. Nyáron ne hagyjuk kiszáradni talajukat. A száraz, forró környezetet nem viselik el.

## Tulajdonságai
Évelő, hagymás növény a hagymája pikkelyes. Levele váltakozó vagy örves állású. Több faj egy méternél is magasabbra nő, ezek szára gyakran nem bírja el a virágok tömegét. A viráglepel hat sziromból áll. A lapos mag háromélű toktermésben fejlődik, és csak rövid ideig csíraképes.
Fajait megjelenésük szerint négy csoportra oszthatjuk:
1.	Néhány faj virága nagy, hosszú csöves, tölcsér alakú, hosszú nyélen ülő levele pedig nagy, szív alakú. Ilyen például az óriás liliom (L. giganteum).
2.	A hosszan csüngő virágú és keskeny levelű liliomok kivétel nélkül Délkelet-Ázsiából származnak. Ilyen például a bambuszliliom (L. japonicum) és a L. longiflorum.
3.	A harmadik csoport virágai harang alakúak, csüngők vagy fölállók. Ilyen az Elő-Ázsiából származó fehér liliom (L. candidum) és az aranycsíkos liliom (L. auratum).
4.	A negyedik csoportba a turbánforma (vagy török) liliomokat sorolhatjuk. Ezek szirma nagyon, a török turbánhoz hasonlóan visszagöngyölődik. Ilyen például a hazánkban védett turbánliliom (L. martagon) és a Kelet-Ázsiából származó tigrisliliom (L. tigrinum)
Az európai és az ázsiai fajok többségének hagymái koncentrikusak, az észak-amerikaiak rizómaszerűek.
A napfényes vagy félárnyékos, szélmentes helyet, a sok tápanyagot tartalmazó, jó vízvezető talajt és a nedvességet szereti. Ültetés előtt a talajt mélyen fel kell lazítani. Célszerű a szabadban teleltetni. A levélszáron megjelenő sarjhagymákkal, a föld alatti, hajtás eredetű sarjhagymákkal vagy leválasztott hagymalevelekkel szaporíthatjuk. A magról vetett példányok 5-6 év alatt fordulnak csak termőre.
Legfontosabb kártevője a vízipocok, ami ellen a virágokat gyakran dróthálóval védik.

## Felhasználása
A természeti népek több faj hagymáját ették. 
Illatos olajával (Oleum liliorum alborum) a fülfájást és az égési sérüléseket kezelték. A tüzes liliomból (L. bulbiferum) asphodeli spurii néven vizelethajtó szert nyertek, de külsőleg is alkalmazták a bőrkiütések, kelések puhítására és tisztítására.

## Ismert fajok
- Lilium akkusianum
- Lilium albanicum
- Lilium amabile
- Lilium amoenum
- Lilium anhuiense
- Lilium arboricola
- aranycsíkos liliom (Lilium auratum )
- Lilium bakerianum
- Lilium bolanderi
- Lilium bosniacum
- Lilium brevistylum
- Lilium brownii
- tüzes liliom (tűzliliom) (Lilium bulbiferum)
- Lilium callosum
- kanadai liliom (Lilium canadense)
- fehér liliom (Lilium candidum)
- Lilium carniolicum
- Lilium catesbaei
- Lilium cernuum
- görög liliom (Lilium chalcedonicum)
- Lilium ciliatum
- Lilium columbianum
- Lilium concolor
- kínai liliom (Lilium davidii)
- Lilium distichum
- Lilium duchartrei
- Lilium euxanthum
- Lilium fargesii
- tajvani liliom (Lilium formosanum)
- Lilium georgei
- óriás liliom (Lilium giganteum)
- Lilium grayi
- Lilium habaense
- Lilium hansonii
- Lilium henrici
- embermagas liliom (Lilium henryi)
- Lilium huidongense
- Lilium humboldtii
- Lilium iridollae
- Janka-liliom (Lilium jankae)
- bambuszliliom (Lilium japonicum)
- Lilium jinfushanense
- Lilium kelleyanum
- Lilium kelloggii
- Lilium kesselringianum
- Lilium lancifolium
- Lilium lankongense
- Lilium ledebourii
- Lilium leichtlinii
- Lilium leucanthum
- Lilium lijiangense
- húsvéti liliom[3] Lilium longiflorum
- Lilium lophophorum
- Lilium mackliniae
- Lilium maculatum
- Lilium majoense
- Lilium maritimum
- turbánliliom (Lilium martagon)
- Lilium matangense
- Lilium medeoloides
- Lilium michauxii
- Lilium michiganense
- Lilium monadelphum
- Lilium nanum
- Lilium neilgherrense
- nepáli liliom (Lilium nepalense)
- Lilium ningnanense
- Lilium nobilissimum
- Lilium occidentale
- Lilium ochraceum
- Lilium omeiense
- keleti liliom (Lilium orientalis)
- Lilium oxypetalum
- Lilium papilliferum
- Lilium paradoxum
- Lilium pardalinum
- Lilium parryi
- Lilium parvum
- Lilium pensylvanicum
- Lilium philadelphicum
- Lilium philippinense
- Lilium pinifolium
- Lilium poilanei
- Lilium polyphyllum
- Lilium pomponium
- Lilium ponticum
- Lilium potaninii
- Lilium primulinum
- Lilium puberulum
- Lilium puerense
- Lilium pumilum
- Lilium pyi
- pireneusi liliom (Lilium pyrenaicum)
- Lilium pyrophilum
- királyliliom (Lilium regale)
- Lilium rhodopeum
- Lilium rosthornii
- Lilium rubellum
- Lilium rubescens
- Lilium saccatum
- Lilium sargentiae
- Lilium sempervivoideum
- Lilium sheriffiae
- Lilium souliei
- Lilium speciosum
- Lilium stewartianum
- Lilium sulphureum
- mocsári liliom (Lilium superbum)
- Lilium taliense
- Lilium tianschanicum
- Lilium tsingtauense
- Lilium wallichianum
- Lilium wardii
- Lilium washingtonianum
- Lilium wenshanense
- Lilium xanthellum
- Lilium zairii

## Hazai fajok
- Kehely alakú virágai vannak az aranycsíkos liliomnak.
- A Dunántúlon és középhegységeink erdeiben nő a védett turbánliliom.
- Az igen ritka tűzliliom főleg a Bükki Nemzeti Parkban fordul elő, és elsősorban szépsége miatt igen veszélyeztetett.

## A liliom a kultúrában

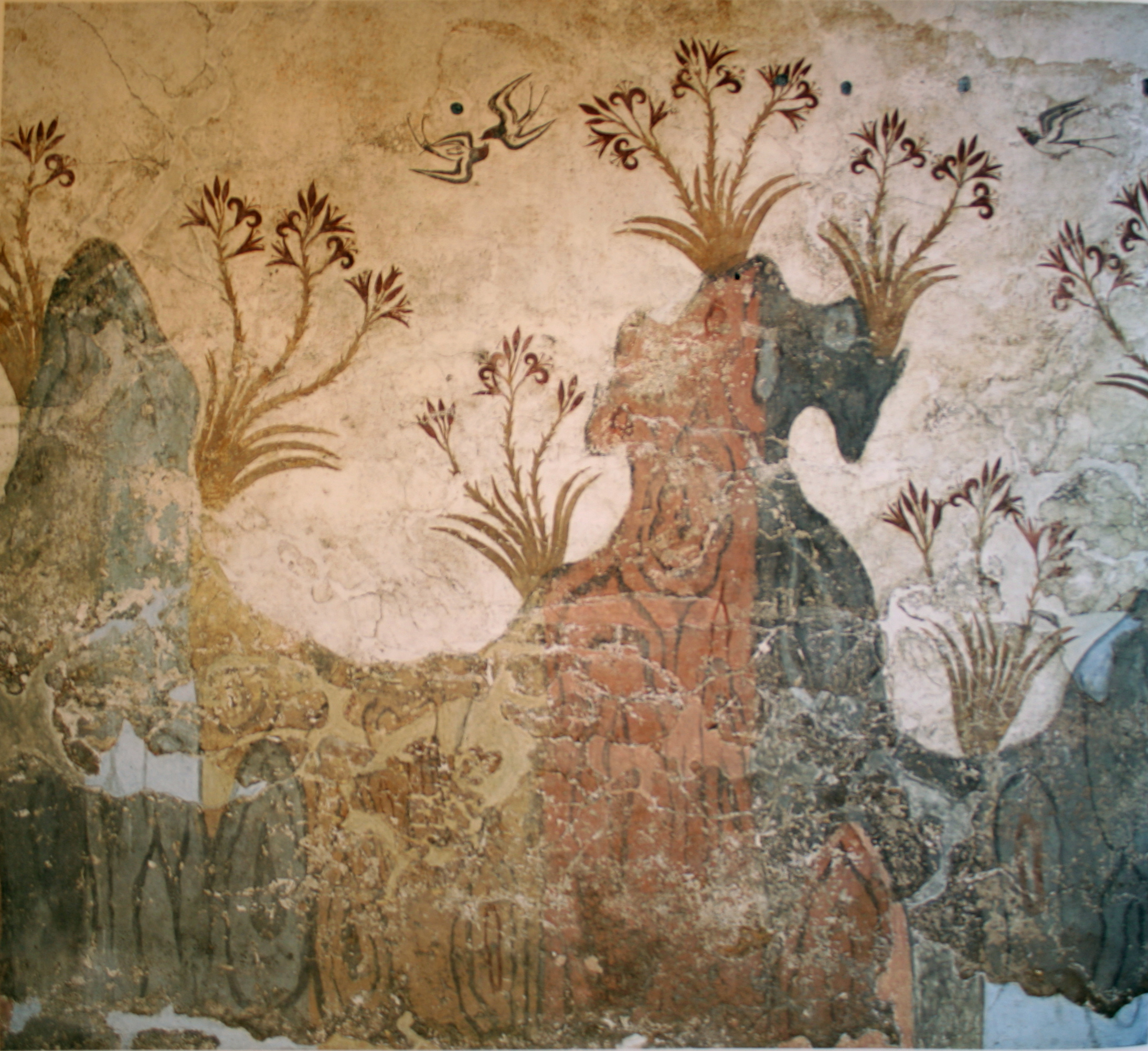
A tavasz szimbólumaként Akrotiriben

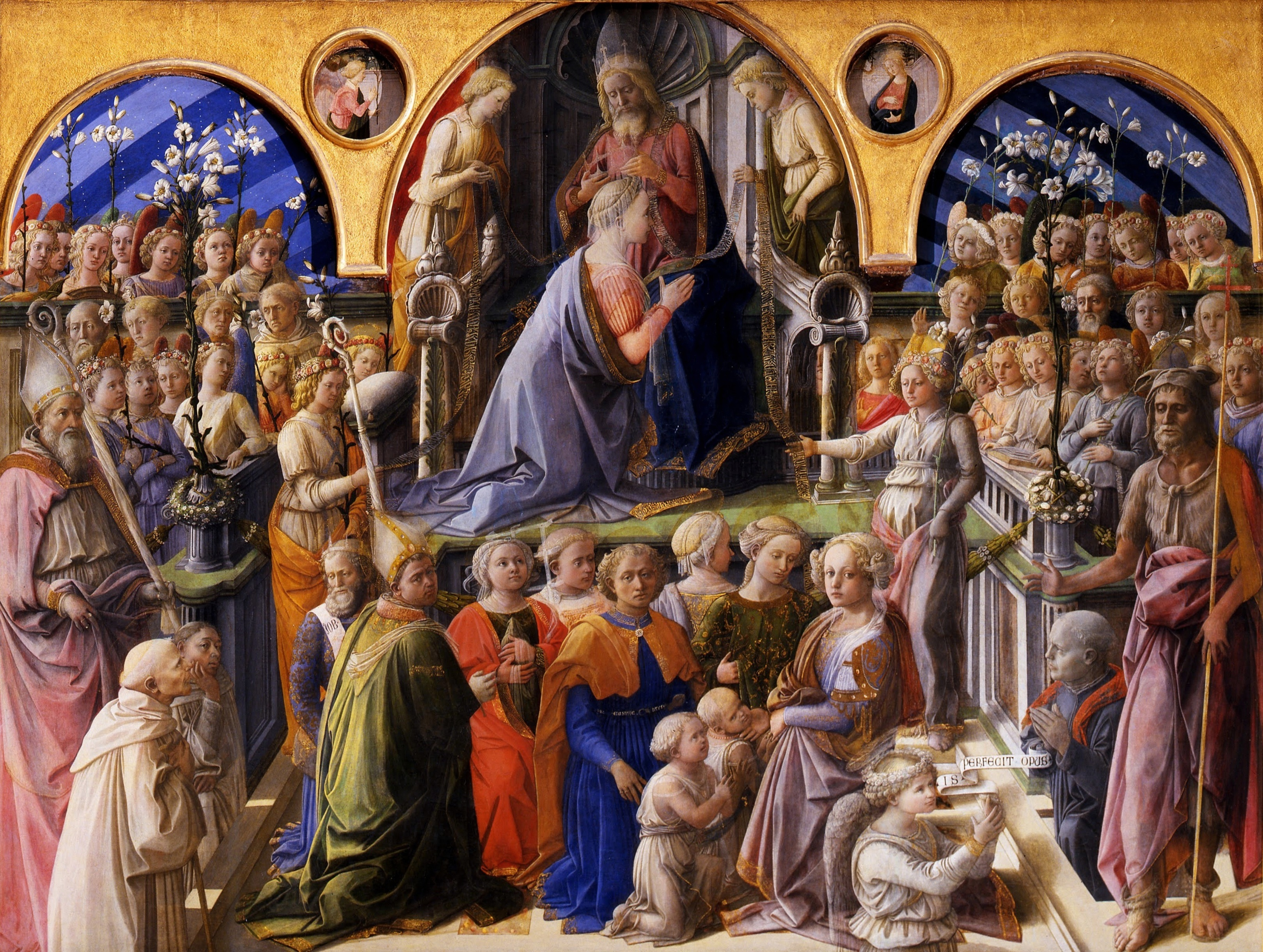
Fra Filippo Lippi: Mária királynő című festménye az 1440-es évekből

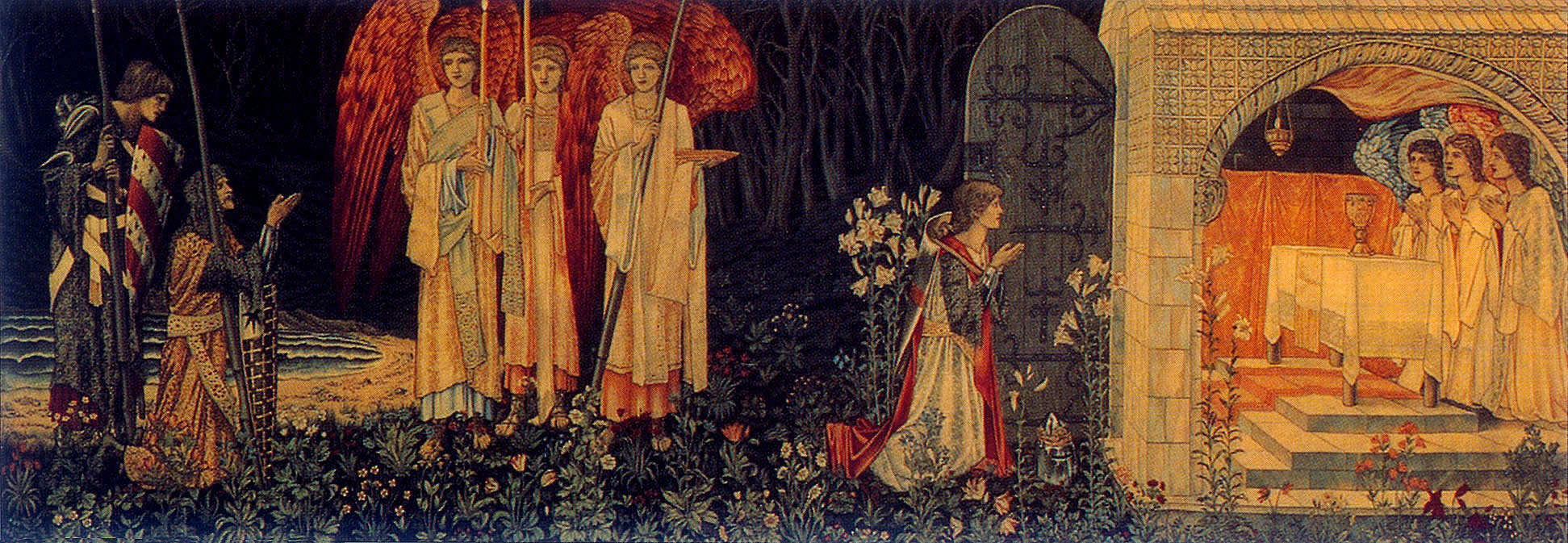
sir Edward Burne-Jones: Sir Galahad, Bors és Percival a Grál keresése közben

### Képzőművészet
A fehér liliom (L. candidum) képe már egyiptomi síremlékeken is látható. Vitatott, hogy a Bibliában többhelyütt is szereplő liliom melyik faj, egyes nézetek szerint a fehér, mások szerint a királyliliom (L. regale). A rómaiak Junónak szentelték, számukra a reménység szimbóluma és a trónörökös jele volt. A régi római pénzeken spes populi Romani felirattal liliom díszlett. A kereszténység a zsidóktól vette át, mint a tisztaság és ártatlanság jelképét.

### Heraldika
Az északi germán legendában egy angyal liliomszállal ajándékozta meg I. Klodvig frank királyt, amikor áttért a keresztény hitre. A keresztény érzelmű francia királyok ezért 1197 táján családi címerükbe iktatták a fehér liliomot, amely idővel a Bourbon-ház fő jelképévé vált. A liliom a heraldikában aránylag leggyakrabban előforduló virág. Három levélből áll: a középső alul-felül hegyes, a két oldalsó lehajlik. A három levelet szalag köti át. Azt a liliomot, amelynek az alsó része hiányzik, „cleve”-nek nevezték. Keleten már a 11. században használták szövetmintának; föltételezhetően onnan, mór közvetítéssel került át fleur de lis név alatt a francia, később a német heraldikába. Nemcsak a címerben, de a koronában, sisakokon, kereszteken stb. is megtalálhatjuk.

### Liliomrendek
Több uralkodó alapított liliomrendet:
- I. Antequerai Ferdinánd, Aragónia királya 1413 táján,
- III. Pál pápa 1546-ban,
- X. Károly francia király még Artois grófjaként 1814-ben.

### Hiedelmek
- Ázsiai kultúrákban azt tartották, hogy segít a bajokat elfelejteni, a démonok és kísértetek pedig tartanak tőle.
- Liliomot gyakran ajándékoztak fiatal lányoknak, asszonyoknak születésnapjukra vagy házasságkötésük alkalmából, hogy fiúgyermeket hozzon.

### Magyar drámairodalom
- Szigligeti Ede: Liliomfi című színműve (1849) a legtöbbet játszott klasszikus magyar vígjáték. Először Janovics Jenő vitte filmre 1915-ben, majd Makk Károly 1954-ben rendezett belőle rendkívül sikeres filmet.

- Molnár Ferenc Liliom című színművét 1909-ben mutatták be.

- Bíró Lajos 1910-ben írta Sárga liliom című szomorújátékát.

### Prózairodalom
- Honoré de Balzactól A völgy liloma és Anatole France: A vörös liliom című szalonregénye a francia irodalom klasszikusai közé tartozik.

- France regényéről kapta a címét Erdődy János: A Vörös Liliom városa című történelmi elbeszélésfüzére.

- Benedek Elek egyik meséje A kék liliom.